# 1. FC Slovácko
L'1. FC Slovácko è una società calcistica ceca con sede nella città di Uherské Hradiště. I suoi colori sociali sono il bianco e il blu. Gioca nello Stadio Městský e milita nella 1. Liga, massima divisione ceca. In passato la squadra era diventata nota coi nomi FC Synot e FC Slovácká Slavia Uherské Hradiště.

## Cronistoria del nome
- 1927: il club è fondato con il nome di SK Staré Město
- 1948: il club è rinominato Jiskra Staré Město
- 1968: il club è rinominato TJ Jiskra Staré Město
- 1993: il club è rinominato SFK Staré Město
- 1994: il club è rinominato FC Synot Staré Město
- 1999: il club è rinominato FC Synot
- 2000: il club è rinominato 1. FC Synot
- 2004: il club è rinominato 1. FC Slovácko

## Rosa 2024-2025
| N. |                          | Ruolo | Calciatore        |
| -- | ------------------------ | ----- | ----------------- |
| 2  | Rep. Ceca (bandiera)     | D     | Abuchi Onuoha     |
| 3  | Rep. Ceca (bandiera)     | D     | Michal Kadlec     |
| 5  | Rep. Ceca (bandiera)     | D     | Tomáš Břečka      |
| 6  | Rep. Ceca (bandiera)     | D     | Stanislav Hofmann |
| 7  | Rep. Ceca (bandiera)     | C     | Daniel Holzer     |
| 8  | Rep. Ceca (bandiera)     | C     | Ales Koci         |
| 9  | Rep. Ceca (bandiera)     | A     | Filip Vecheta     |
| 10 | Rep. Ceca (bandiera)     | C     | Michal Trávník    |
| 11 | Rep. Ceca (bandiera)     | C     | Milan Petržela    |
| 13 | Rep. Ceca (bandiera)     | C     | Michal Kohút      |
| 14 | Iraq (bandiera)          | D     | Merchas Doski     |
| 15 | Slovacchia (bandiera)    | C     | Patrik Blahút     |
| 17 | Rep. Ceca (bandiera)     | A     | Ondřej Mihálik    |
| 18 | Corea del Sud (bandiera) | C     | Kim Seung-bin     |

| N. |                       | Ruolo | Calciatore        |
| -- | --------------------- | ----- | ----------------- |
| 19 | Rep. Ceca (bandiera)  | D     | Jan Kalabiška     |
| 20 | Rep. Ceca (bandiera)  | C     | Marek Havlík      |
| 21 | Rep. Ceca (bandiera)  | A     | Michal Krmenčík   |
| 22 | Curaçao (bandiera)    | A     | Rigino Cicilia    |
| 23 | Rep. Ceca (bandiera)  | D     | Petr Reinberk     |
| 24 | Rep. Ceca (bandiera)  | C     | Pavel Juroška     |
| 27 | Austria (bandiera)    | A     | Marko Kvasina     |
| 28 | Rep. Ceca (bandiera)  | C     | Vlastimil Daníček |
| 29 | Rep. Ceca (bandiera)  | P     | Milan Heča        |
| 30 | Rep. Ceca (bandiera)  | P     | Tomáš Fryšták     |
| 31 | Rep. Ceca (bandiera)  | P     | Alexandr Urban    |
| 99 | Estonia (bandiera)    | C     | Vlasiy Sinyavskiy |
|    | Slovacchia (bandiera) | D     | Martin Koscelník  |

## Rosa 2023-2024
| N. |                       | Ruolo | Calciatore        |
| -- | --------------------- | ----- | ----------------- |
| 2  | Rep. Ceca (bandiera)  | D     | Abuchi Onuoha     |
| 3  | Rep. Ceca (bandiera)  | D     | Michal Kadlec     |
| 5  | Rep. Ceca (bandiera)  | D     | Tomáš Břečka      |
| 6  | Rep. Ceca (bandiera)  | D     | Stanislav Hofmann |
| 7  | Rep. Ceca (bandiera)  | C     | Daniel Holzer     |
| 8  | Rep. Ceca (bandiera)  | C     | Ales Koci         |
| 9  | Rep. Ceca (bandiera)  | A     | Filip Vecheta     |
| 10 | Rep. Ceca (bandiera)  | C     | Michal Trávník    |
| 11 | Rep. Ceca (bandiera)  | C     | Milan Petržela    |
| 13 | Rep. Ceca (bandiera)  | C     | Michal Kohút      |
| 14 | Iraq (bandiera)       | D     | Merchas Doski     |
| 15 | Slovacchia (bandiera) | C     | Patrik Blahút     |
| 17 | Rep. Ceca (bandiera)  | A     | Ondřej Mihálik    |

| N. |                          | Ruolo | Calciatore        |
| -- | ------------------------ | ----- | ----------------- |
| 18 | Corea del Sud (bandiera) | C     | Kim Seung-bin     |
| 19 | Rep. Ceca (bandiera)     | D     | Jan Kalabiška     |
| 20 | Rep. Ceca (bandiera)     | C     | Marek Havlík      |
| 21 | Rep. Ceca (bandiera)     | D     | Daniel Holásek    |
| 22 | Curaçao (bandiera)       | A     | Rigino Cicilia    |
| 23 | Rep. Ceca (bandiera)     | D     | Petr Reinberk     |
| 24 | Rep. Ceca (bandiera)     | C     | Pavel Juroška     |
| 27 | Austria (bandiera)       | A     | Marko Kvasina     |
| 28 | Rep. Ceca (bandiera)     | C     | Vlastimil Daníček |
| 29 | Rep. Ceca (bandiera)     | P     | Milan Heča        |
| 30 | Rep. Ceca (bandiera)     | P     | Tomáš Fryšták     |
| 31 | Rep. Ceca (bandiera)     | P     | Alexandr Urban    |
| 99 | Estonia (bandiera)       | C     | Vlasiy Sinyavskiy |

## Rosa 2022-2023
| N. |                                 | Ruolo | Calciatore        |
| -- | ------------------------------- | ----- | ----------------- |
| 1  | Rep. Ceca (bandiera)            | P     | Vít Nemrava       |
| 2  | Rep. Ceca (bandiera)            | C     | Vlastimil Daníček |
| 3  | Bosnia ed Erzegovina (bandiera) | C     | Eldar Čivić       |
| 4  | Rep. Ceca (bandiera)            | D     | Tomáš Rada        |
| 5  | Rep. Ceca (bandiera)            | D     | Tomáš Břečka      |
| 6  | Rep. Ceca (bandiera)            | D     | Stanislav Hofmann |
| 7  | Rep. Ceca (bandiera)            | A     | Libor Došek       |
| 8  | Rep. Ceca (bandiera)            | C     | Filip Hlúpik      |
| 9  | Rep. Ceca (bandiera)            | C     | Jaroslav Diviš    |
| 10 | Rep. Ceca (bandiera)            | C     | Michal Trávník    |
| 11 | Rep. Ceca (bandiera)            | C     | Jiří Valenta      |
| 13 | Rep. Ceca (bandiera)            | D     | Tomáš Břečka      |
| 14 | Rep. Ceca (bandiera)            | A     | Marian Kovar      |

| N. |                       | Ruolo | Calciatore    |
| -- | --------------------- | ----- | ------------- |
| 15 | Rep. Ceca (bandiera)  | D     | Jakub Prajza  |
| 16 | Slovacchia (bandiera) | D     | Patrik Simko  |
| 17 | Rep. Ceca (bandiera)  | D     | Martin Kuncl  |
| 18 | Rep. Ceca (bandiera)  | C     | Lukáš Sadílek |
| 20 | Rep. Ceca (bandiera)  | C     | Marek Havlík  |
| 21 | Togo (bandiera)       | A     | Francis Koné  |
| 22 | Slovacchia (bandiera) | D     | Tomáš Košút   |
| 23 | Rep. Ceca (bandiera)  | D     | Petr Reinberk |
| 25 | Rep. Ceca (bandiera)  | P     | Michal Daněk  |
| 29 | Rep. Ceca (bandiera)  | P     | Milan Heča    |
|    | Rep. Ceca (bandiera)  | A     | Libor Kozák   |
|    | Slovacchia (bandiera) | D     | Juraj Chvátal |

## Rosa 2021-2022
| N. |                                 | Ruolo | Calciatore         |
| -- | ------------------------------- | ----- | ------------------ |
| 1  | Rep. Ceca (bandiera)            | P     | Vít Nemrava        |
| 2  | Rep. Ceca (bandiera)            | C     | Vlastimil Daníček  |
| 3  | Bosnia ed Erzegovina (bandiera) | C     | Eldar Čivić        |
| 4  | Rep. Ceca (bandiera)            | D     | Tomáš Rada         |
| 5  | Macedonia del Nord (bandiera)   | C     | Veliče Šumulikoski |
| 6  | Rep. Ceca (bandiera)            | D     | Stanislav Hofmann  |
| 7  | Rep. Ceca (bandiera)            | A     | Libor Došek        |
| 8  | Rep. Ceca (bandiera)            | C     | Filip Hlúpik       |
| 9  | Rep. Ceca (bandiera)            | C     | Jaroslav Diviš     |
| 10 | Rep. Ceca (bandiera)            | C     | Luboš Kalouda      |
| 11 | Rep. Ceca (bandiera)            | C     | Jiří Valenta       |
| 13 | Rep. Ceca (bandiera)            | D     | Tomáš Břečka       |
| 14 | Rep. Ceca (bandiera)            | A     | Marian Kovar       |

| N. |                       | Ruolo | Calciatore    |
| -- | --------------------- | ----- | ------------- |
| 15 | Rep. Ceca (bandiera)  | D     | Jakub Prajza  |
| 16 | Slovacchia (bandiera) | D     | Patrik Simko  |
| 17 | Rep. Ceca (bandiera)  | D     | Martin Kuncl  |
| 18 | Rep. Ceca (bandiera)  | C     | Lukáš Sadílek |
| 20 | Rep. Ceca (bandiera)  | C     | Marek Havlík  |
| 21 | Togo (bandiera)       | A     | Francis Koné  |
| 22 | Slovacchia (bandiera) | D     | Tomáš Košút   |
| 23 | Rep. Ceca (bandiera)  | D     | Petr Reinberk |
| 25 | Rep. Ceca (bandiera)  | P     | Michal Daněk  |
| 29 | Rep. Ceca (bandiera)  | P     | Milan Heča    |
|    | Rep. Ceca (bandiera)  | A     | Libor Kozák   |
|    | Slovacchia (bandiera) | D     | Juraj Chvátal |

## Palmarès

### Competizioni nazionali
- Coppa della Repubblica Ceca: 1

2021-2022
- Druhá Liga: 2

1994-1995, 1999-2000
- Moravskoslezská fotbalová liga: 1

1996-1997

### Altri piazzamenti
- Coppa della Repubblica Ceca:

Finalista: 2008-2009